# Leptophion vernalis
Leptophion vernalis är en stekelart som beskrevs av Ian D. Gauld och Mitchell 1981. Leptophion vernalis ingår i släktet Leptophion och familjen brokparasitsteklar. Inga underarter finns listade i Catalogue of Life.